# 劉亮采
劉亮采（？—？），字公嚴，號適函，山東濟南府歷城縣人，明朝政治人物。

## 生平
萬曆十九年（1591年）辛卯科山東鄉試第六名。萬曆二十年（1592年），登壬辰科第三甲第二十九名進士，禮部觀政，六月授任河南鹿邑縣知縣，二十一年丁憂。二十四年起補蘭陽縣知县，二十八年仕至戶部浙江司主事，次年养病去職。卒年六十五。他是刘天民之孫，身材矮小，爲人滑稽，大有祖風，善诗词書畫，通音律，其诗書畫世稱三絶。《聊斋志异》有刘亮采篇，说其为人任侠，急人之急，以故秦楚燕赵之客，趾錯于门，貨酒卖饼者，門前成市焉。

## 家族
曾祖劉緒，知縣；祖父劉天民，四川副使；父劉浦。